# بادبزن‌ماهی
بادبزن‌ماهی (نام علمی: Platyrhina sinensis) نام یک گونه از تیره پرتوماهیان خارپشت است.